# 去腥

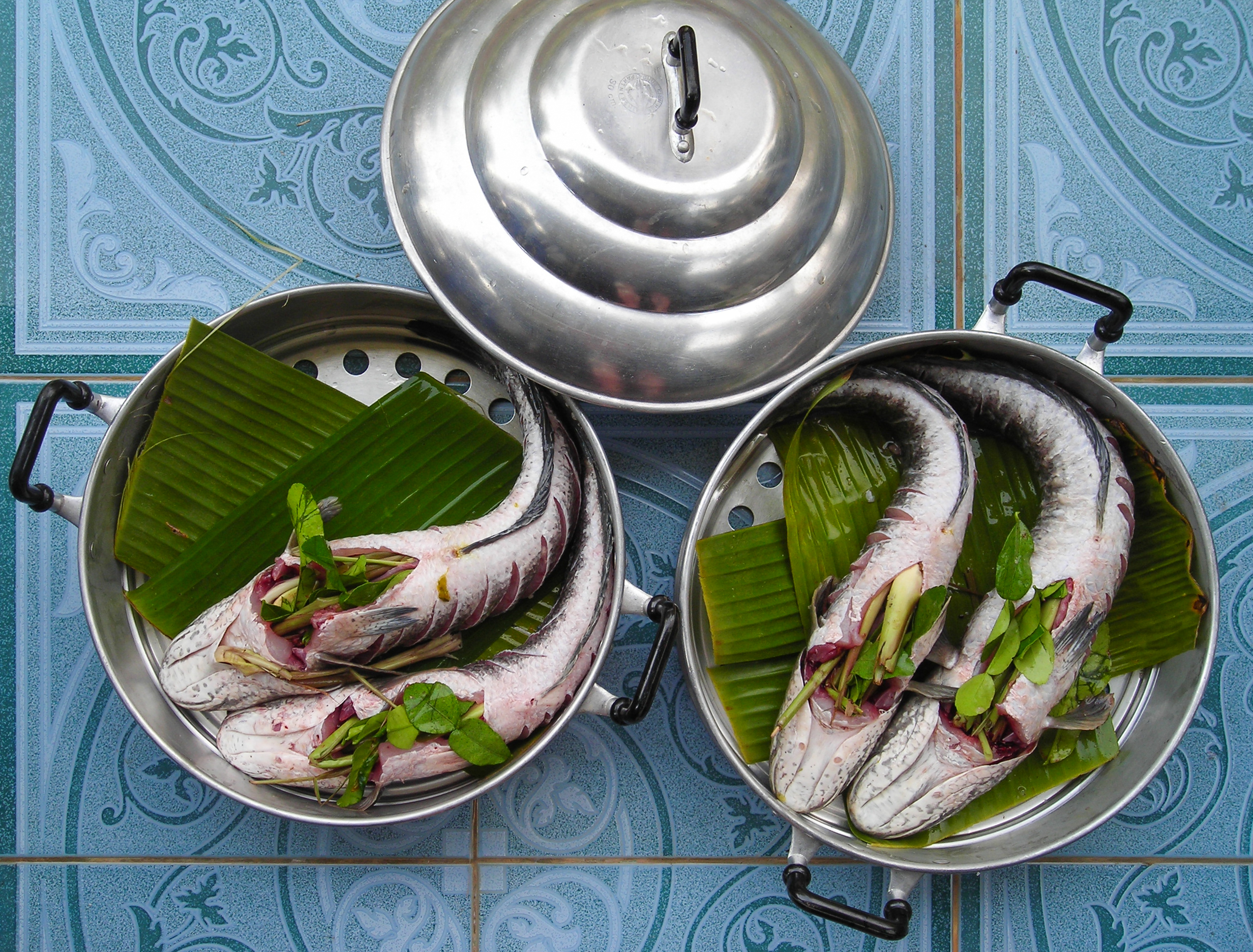
塞了泰式香料去腥，準備拿去蒸的泰國鱧。

去腥是烹飪中常見的一類步驟，目的是讓食物中腥味降低，常用在肉類以及海鮮。常用來去腥的材料有料酒和薑片。

## 原理
腥味主要來自食材中的醛、酮類物質。海洋藻類會合成二甲基巰基丙酸，這個成份隨著食物鏈進入所有的海鮮，遇熱會成為二甲硫醚，濃度太高時人們會覺得是腥味。魚在腐壞時脂肪會氧化，氨基酸會降解，也都會產生有腥味的物質。公豬在性成熟時會為了吸引母豬而從睪丸分泌出特有的體味，如果公豬沒有閹割就會有腥味。去腥就是透過用物理和化學方法減少這些物質、或是用心理學方法讓人感受不到這些味道，其中牽涉的原理包括：
- 直接移除帶有腥味的部位。[1]
- 用酒精、鹽水等溶劑讓腥味物質溶出後移除。[1]
- 讓有腥味的物質揮發。[1]
- 用酯化反應、變性、梅納反應、焦糖反應（英语：Caramelization）等方式讓有腥味的物質變成沒有腥味的成份。[1]
- 用其他味道將腥味掩蓋或平衡，使它變得可以接受。[1]

## 材料

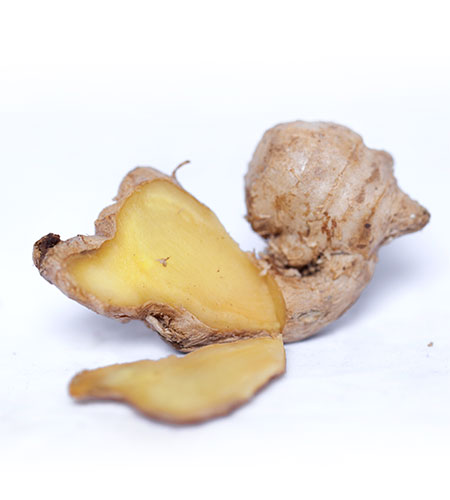
薑常用來去腥。

中式料理常用來去腥的材料包括各種酒、香料、醋和檸檬。較常用的酒包括花雕酒、黃酒、米酒、紹興酒、清酒，香料則有薑片和葱段

## 方法
- 海鮮：去除腥味集中的內臟、鱗片和黏液、用鹽醃後擦乾、加入薑片一起烹煮、油炸、淋上檸檬汁。[1][4]
- 肉類：用葱薑醃過、用加了薑片的水燙過（血水較多的肉適合冷水下鍋）然後洗掉表面雜質、在鍋中炒或煮的前期加入酒。[3]
- 青菜：滾水焯一兩分鐘，又稱為「殺青」。[4]